# Xã Bangor, Quận Bay, Michigan
Xã Bangor (tiếng Anh: Bangor Township) là một xã thuộc quận Bay, tiểu bang Michigan, Hoa Kỳ. Năm 2010, dân số của xã này là 14.641 người.